# Efferia mesquite
Efferia mesquite är en tvåvingeart som först beskrevs av Stanley Willard Bromley 1951.  Efferia mesquite ingår i släktet Efferia och familjen rovflugor.
Artens utbredningsområde är Texas. Inga underarter finns listade i Catalogue of Life.